# 伊達綱宗
伊達 綱宗（だて つなむね）は、江戸時代前期から中期の大名。仙台藩3代藩主。伊達氏19代当主。官位は従四位下・左近衛権少将、陸奥守、美作守。

## 生涯

### 隠居事件
2代藩主・伊達忠宗の六男として誕生する。母は側室の貝姫。幼名は巳之介。母が後西天皇の母方の叔母に当たることから、綱宗と後西天皇は従兄弟関係になる。
貝姫は早くに病没したため、父・忠宗の正室である振姫の養子となった。六男であったが、正保2年（1645年）の兄・光宗の夭折により嫡男となり、忠宗から自身の後継者と3代将軍・徳川家光に披露された。承応3年（1654年）に元服し、4代将軍・徳川家綱から一字を拝領して綱宗と名を改めるとともに従四位下・美作守となる。万治元年（1658年）7月に父が亡くなり、9月に幕府から家督相続の許しを受けたことで仙台藩3代藩主となる。
綱宗は若年で家督を継いだが、酒色に溺れて藩政を顧みない暗愚な藩主とされている。さらには叔父に当たる陸奥一関藩主・伊達宗勝（伊達政宗の十男で、忠宗の弟）の政治干渉、そして家臣団の対立などの様々な要因が重なって、藩主として不適格と見なされて幕命により万治3年（1660年）7月18日、不作法の儀により21歳で隠居させられた（綱宗隠居事件）。家督は綱宗の2歳の長男・亀千代（後の伊達綱村）が継いだ。
この間の経緯であるが、池田光政（岡山藩主）、立花忠茂（筑後柳河藩主）、京極高国（丹後宮津藩主）ら伊達家と縁戚関係にある大名や伊達宗勝が相談しあい、老中・酒井忠清に願い出て酒井に伊達家の家老らをきつく叱らせ、綱宗に意見してもらうことで一致したが、綱宗は酒井の強意見に耳を貸さなかったため、光政や宗勝らは7月9日に綱宗の隠居願いと亀千代の相続を願い出て7月18日に「無作法の儀が上聞に達したため、逼塞を命じる」との上意が綱宗に申し渡されている。なお、7月19日には宗勝の命令で綱宗近臣の渡辺九郎左衛門・坂本八郎左衛門・畑与五右衛門・宮本又市の4人が成敗（斬殺）された。
伊達家の正史『治家記録』には「故あり逼塞」とのみ記され、『徳川実紀』では酒色に溺れて家臣の意見に耳を傾けなかったことが逼塞の原因と記されている。

### 50年の余生
綱宗自身はその後、品川の大井屋敷に隠居し芸術に傾倒していったといわれる。綱宗が酒色に溺れ、わずか2歳の長男・綱村が藩主となったことは、後の伊達騒動のきっかけになった。しかし、伊達騒動を題材にした読本や芝居に見られる、吉原三浦屋の高尾太夫の身請けやつるし斬りなどは俗説とされる。これに対して、綱宗は後西天皇の従兄弟であることから幕府から警戒されており、藩主交代そのものが、仙台藩と朝廷の連携を恐れた幕府の圧力であるとの説もある。
実際の綱宗は風流人で諸芸に通じ、画は狩野探幽に学び、和歌、書、蒔絵、刀剣などに優れた作品を残した。特に絵画の評価は専門の絵師にも引けを取らないとされ、綱宗作の「絹本著色霊昭女・牡丹・芙蓉図」や「花鳥図屏風」は仙台市博物館に所蔵されている。
正徳元年（1711年）、江戸で没した。享年72。法名は見性院殿雄山全威大居士。綱宗の遺体は仙台に運ばれ、祖父・政宗、父・忠宗が眠る経ヶ峯に葬られた。綱宗の墓所は善応殿と呼ばれた。第二次世界大戦中の仙台空襲で、政宗の墓所・瑞鳳殿、忠宗の墓所・感仙殿と共に焼失した。昭和56年（1981年）から再建のための学術調査が行われ、その結果、綱宗は身長155cm、血液型はA型で、死因は歯肉癌であることが明らかになった。また、副葬品には文房具が多く、綱宗の芸術好きが色濃く現れている。なお、遺骨を参考に作られた復元模型が瑞鳳殿の資料館に展示されている。綱宗の血筋は三男・宗贇が家督を継いだ宇和島伊達家へ受け継がれていく。

## 系譜
- 正室：なし
- 側室：三沢初子（1640年 - 1686年） - 浄眼院、三沢清長の娘 
  - 長男：伊達綱村（1659年 - 1719年） - 4代藩主
  - 次男：伊達村和（1661年 - 1722年） - はじめ水沢伊達宗景の養子となり、水沢伊達家5代当主後に陸奥中津山藩主となるが改易（子孫は川崎伊達家）
  - 三男：伊達宗贇（1665年 - 1711年） - はじめ角田石川宗弘の養子後に伊予国宇和島藩主・伊達宗利の養子となり宇和島藩3代藩主
- 側室：藤 - 清雲院、平田氏
  - 長女：夏姫（1665年 - 1714年） - 清子、はじめ亘理伊達基実正室後に岩谷堂伊達村隆正室
  - 四男：伊達村直（1666年 - 1709年） - 登米伊達宗倫の養子、登米伊達家5代当主
  - 三女：三姫（1671年 - 1753年） - 中村成義室
- 側室：於梁の方 - 安寿院、黒江成房の娘
  - 次女：類姫（1667年 - 1724年） - 涌谷伊達村元正室
  - 四女：千姫（1672年 - 1674年） - 早世
  - 五女：智恵姫（1675年 - 1724年） - 旗本寄合席立花貞晟室、のちに離縁
- 側室：養性院
  - 六女：綺羅姫（1680年 - 1756年） - 伊達綱村養女、膳所藩主・本多康命正室
  - 七女：那礼姫（1682年 - 1683年） - 早世
  - 五男：伊達菊之允（1684年 - 1685年） - 早世
  - 八女：牟須姫（1685年 - 1688年） - 早世
- 側室：某氏
  - 六男：伊達吉十郎（1687年 - 1688年） - 早世
- 側室：とめ - 証智院、大平氏
  - 九女：由布姫（1698年 - 1700年） - 早世
- 側室：かよ - 霊照院、今泉良信の娘
  - 十女：多家姫（1704年 - 1706年） - 早世
- 養子
  - 女子：安姫（泰）（1685年 - 1706年） - 孫（伊達村元と類姫の子）。角田石川村弘正室
  - 男子：伊達村景（1690年 - 1753年） - 孫（伊達村元と類姫の子）。伊達村和の養子となり水沢伊達家6代当主。